# 朝阳街道 (绵阳市)
朝阳街道，是中华人民共和国四川省绵阳市涪城区曾经下辖的一个街道。

## 行政区划
朝阳街道下辖以下地区：
金菊街社区、花园南街社区、临园路西段社区、剑门路西段社区和新华社区。